# 七人目に賭ける男
『七人目に賭ける男』（Compartiment tueurs）は、1965年に公開されたフランスの映画。セバスチアン・ジャプリゾの小説『寝台車の殺人者』を映画化した作品である。出演はイヴ・モンタンなど。コスタ＝ガヴラスの監督デビュー作となった。
1967年には、米国映画批評会議賞にて外国語映画賞を受賞した。

## ストーリー
マルセイユ発パリ行きの夜行列車には、パリへ職探しに行くバンビと、中年女性のジョルジェット、女優のイリアーヌ、会社員のカブール、そしてトラック運転手のリボラニが乗っていた。そこへ、無賃乗車してきたダニエルが現れ、バンビは自分たちが泊まっていた部屋の空き寝台に入れる。
列車がパリに到着したところ、ジョルジェットが殺され、警部・グラジアニと新人ジャンが捜査に乗り出す。
それからほどなくカブールがジョルジェットを口説こうとしたことを捜査本部に伝えるが、その日のうちに殺され、イリアーヌとリボラニも同様に殺される。バンビたちも犯人に狙われるは時間の問題だったが、2人は親に黙って同棲していて住所も明かしていなかったため、警察は助けることができなかった。
数日後、ダニエルはバンビの殺害計画を偶然知ってしまい、警察に電話で助けを求める。バンビがダニエルの元へ向かう中、警察は犯人を捕まえる。

## キャスト
※括弧内は日本語吹替（初回放送1972年9月30日『土曜映画劇場』）
- グラッツィアーニ警部：イヴ・モンタン（家弓家正）
- ダニエル：ジャック・ペラン（富山敬）
- バンビ：カトリーヌ・アレグレ（小谷野美智子）
- ターキン：ピエール・モンディ
- ジャン：クロード・マン
- エリック：ジャン＝ルイ・トランティニャン
- イリアーヌ：シモーヌ・シニョレ （富永美沙子）
- ボブ：シャルル・デネル
- ルネ：ミシェル・ピコリ

## スタッフ
- 監督・脚本：コスタ＝ガヴラス
- 製作：ジュリアン・デロード
- 原作：セバスチャン・ジャプリゾ
- 撮影：ジャン・トゥルニエ
- 音楽：ミシェル・マーニュ